# Магія відступника
«Магія відступника» (англ. Renegade's Magic) — роман американської письменниці Маргарет Ліндгольм, написаний під псевдонімом Робін Гобб, третій в серії «Син солдата» (англ. Soldier Son). Написаний у формі розповіді від третьої особи з точки зору головного персонажа. Роман був опублікований 2007 року у видавництві HarperVoyager. Пряме продовження попередніх романів серій «Перехрестя шамана» (англ. Shaman's Crossing) та «Лісовий маг» (англ. Forest Mage).
Невару вдається втекти він страти за допомогою своєї колишньої коханої Лісани. Він намагається зупинити будівництво дороги і врятувати священні дерева Спеків при цьому продовжує боротись зі своїм альтер-его, яке все більше переймає контроль над тілом.

## Світ
Протягом багатьох поколінь Гернія воювала із західним сусідом Співучими землями за прибережні райони. Прийшовши до влади, король Тровен припинив війну, пожертвувавши прибережними районами, та спрямував військові сили на Схід. Поступово землі кочівників, що жили на Рівнинах, були захоплені, племена кочівників підкорені, а їх магія практично знищена залізом. Між Гернією та Рівнинами будується королівський тракт, який прямує все далі на схід. Наступною метою короля є Рубіжні гори, володіння таємничого народу спеків, які до того вели війну з жителями Рівнин.
Влада в Гернії належить королю. Окрім нього є лорди, які мають вплив на прийняття рішень. В сім'ях лордів існує чітка ієрархія: перший син — спадкоємець, другий — солдат, третій — священник, четвертий — митець, п'ятий — вчений. Причому, якщо один з синів помирає, інший не може зайняти його місце. Довгий час лорди лишались незмінними, проте король Тровен нагородив деяких офіцерів землями та чинами. Таким чином з'явилися так звані «нові аристократи» або «бойові лорди». Між новими та старими аристократами трапляються постійні протиріччя, оскільки нові підтримують владу короля і віддані йому, а старі прагнуть тримати владу у власних руках.

## Сюжет
Невар покидає свій дім та іде до лісу. Він розуміє, що мусить підкоритись магії. Заглибившись у ліс, він зустрічає Лісану яка продовжила своє життя у вигляді дерева і розуміє, що тракт проляже саме в цьому місці. Щоб врятувати Лісану, Невар витрачає магію, намагаючись перегородити шлях будівникам, проте розуміє, що це не зможе зупинити будівництво надовго. Єдиний спосіб врятувати дерева старійшин — примусити гернійців прокласти шлях навколо лісу. Невар не витримує втрату магії і непритомніє. Джоджолі, Олікея і Фріда переносять Невара в безпечне місце і рятують його. Частина спека бере верх над Неваром. Він зрікається Олікеї як кормилиці, бо розуміє, що він ніколи її не цікавив, вона просто хотіла отримати владу за його рахунок. Він просить сина Олікеї Лікарі доглядати за ним. Старий Бог під виглядом стерв’ятника говорить, що Невар винен йому смерть, бо колись врятував птаха, який був принесений в жертву.
Олікея намагається знову завоювати довіру Великого. Епіні намагається спалити Лісану, щоб помститися за смерть Невара. Спек (Хлопчик-солдат) в Неварі намагається її вбити, але Невар зміг зупинити його. Він дозволяє Епіні розповісти Спінку та Емзіл про те, що він вижив. Хлопчик-солдат під час зупинки в печері, ріже себе кристалом та змащує рани чорним слизом, щоб отримати плями на тілі як у спеків. Після цього йому стає зле і під час подорожі снами Невар бачить своїх рідних. У сні він просить Ярил не вірити в його смерть. Невар відправляє Олікею до села, де спеки стали на зимівлю, а сам вирішує набратись сил, щоб з’явитись перед спеками в більш достойному вигляді. Він разом з хлопчиком іде до будинку, в якому колись жила Лісана і знаходить її скарби. Посли від Кінроува (найвеличнішого з великих) запрошують до себе Невара. Прийшовши туди, він бачить танцюючих людей. Кінроув прикликає людей з різних племен, щоб вони танцювали танець пилу і ті більше не повертаються. Дейсі вважає, що танець лише вбиває їх народ, а не стримує будівництво шляху. Вона хоче війни. Дейсі нападає на Кінроува. ЇЇ солдати захоплюють шатро. Дейсі вимагає звільнити людей які танцюють. Хлопчик-солдат говорить їй, що війна не зупинить гернійців, вона лише знищить свій народ і тільки він знає як зупинити гернійців. Дейсі вирішує послухати його. Хлопчик-солдат просить її не зупиняти танець. Невар розуміє, що стане зрадником, проте не може нічого зробити, він не здатен завадити. Хлопчик-солдат переконує, що перш за все потрібно влаштувати бійню в Геттісі, спалити їх, але не всіх. Тоді висунути умови до короля і укласти з ним мир. Вони не зможуть повністю вигнати гернійців, тож їм потрібно домовитись, щоб не рухали їх дерев і для цього їм треба хтось хто говоритиме від імені спеків. Хлопчик-солдат закриває Невара щоб той не заважав і він перестає бачити і чути. Через 3 місяці Невар знову з’являється, він у сні переміщає Хлопчика-солдата до Лісани, щоб послухати їх плани, Невар хоче домовитись. Починається новий заклик до танцю, Лікарі йде. Спеки готуються до наступу, Невар намагається через сон, попередити Епіні та Спінка.
Відбувається наступ. Гернійці дають відсіч, Спінк командує спротивом і бачить Невара. Дейсі помирає від отриманих поранень. ЇЇ приносять до дерева і воно її приймає. Хлопчик-солдат домовляється з Неваром, він дозволить йому поговоити з Епіні в обмін на розмову з Лісаною. Невар зустрічається з Епіні в сні і розуміє який сильний відчай нею оволодів. Після нападу вони обмежені в їжі і страх в Геттісі ще сильніший. Вона злиться на Невара бо знає, що це він керував нападом. Невар пробивається до батьків Епіні і просить них допомогти доньці. Після цього він іде до Ярил. Вона стурбована станом батька та спробами дядька Колдера одружити їх. Хлопчик-солдат відправляє своїх годувальників геть, він намагається домовитись з Неваром об’єднатись, Невар відмовляється.
Хлопчик-солдат приходить до Кінроува і просить повернути Лікарі в обмін на амулет. Кінроув приклакає Невара до танцю і він зливається з Хлопчиком-солдатом. Невар розуміє, що він не до кінця виконав те, що від нього хотіла магія. Він повертається до Танцюючого веретена і змушує його впасти, іде до тітки і вкладає їй думку ще раз перечитати деякі рядки з його щоденника і донести це до королеви,  вкладає думку в голову Ярил про місцезнаходження каменя і як використати його на благо сім’ї, просить Епіні та Спінка трошки потерпіти, бо допомога до них вже їде, прощається з Емзіл. Після цього Невар іде помирати до дерева Лісани.
Невар помирає і переходить в дерево, Орандула знову до нього прилітає і вимагає віддати йому життя або смерть. Невар обирає смерть, після чого прокидається в своєму тілі, але вже худим і без плям. Він іде до табору і намагається заговорити, але його не бачать. Лікарі починає його чути, але Джоджолі велить не дивитись на нього, бо вважає Невара лише тінню. Він посипає табір сіллю щоб привид зник. Орандула знову прилітає і каже що щось пішло не так бо за нього сперечались два боги. Невар іде до лісу. Він більше не відчуває магії.
Невар повертається до Геттісу і іде в свій старий будинок, там тепер живе Кессі. Прикинувшись мисливцем, він дізнається, що в серединних землях знайшли золото і всіх тих хто будував тракт відправили туди, дорога поки будуватись не буде. Невар зустрічається з Епіні і дізнається від неї останні новини: його сім’я процвітає завдяки знайденому золоту, Тайєр керує в Геттісі, сім’я Спінка розбагаділа, батько Невара вірить, що його син повернеться. Емзіл звинуватили у вбивстві: дружина чоловіка, якого Емзіл вбила у Мертвому місті розповіла про все Тайєру. Емзіл погодилась визнати провину, якщо Тайєр визнає, що вбив невинну людину і намагався її зґвалтувати. Тайєр визнає, що повірив Карсіні і вчинив злочин, Емзіл зізнаєтся що вбила чоловіка, бо той хотів вбити її і дітей щоб забрати їх продукти. Спінк переконаний, що Емзіл стартять у будь-якому випадку, бо вона нагадує Тайєру про власний злочин. Кара впізнає в Неварі чоловіка, який колись допоміг їм у Мертвому Місті. Епіні відвозить дітей Емзіл до подруги на окраїну міста. Невар приходить до Тайєра, назвавшись Росом Бурвілем. Тайєр розповідає йому про те, як шкодує через убивство Невара, адже після цього дізнався про те, що він був сином аристократа зарученим з Карсиною, а та його обдурила. Невар говорить правду про те, хто він і просить звільнити Емзіл, Тайєр нападає. вони б’ються, Невар забирає ключі і тікає. Він рятує Емзіл і разом з нею тікає. Невар одружується з Емзіл і вони починають нове життя в маленькому містечку. Невар повідомляє Ярил і Епіні останні новини. Отримує лист від дядька, в якому той просить повернутись назад до маєтку і взяти на себе управління і лист від батька з проханням повернутись додому.

## Головні дійові особи

#### Сім'я Бурвіль
- Невар Бурвіль (англ. Nevare Burvelle) — головний герой, від імені якого ведеться розповідь. Невар з дитинства навчався верхової їзди, фехтування, стрільби, математики та інших наук.
- Кефт Бурвіль (англ. Keft Burvelle) — батько Невара, полковник і кавалерист у відставці. Отримав від короля маєток у 400 акрів та власний герб, побудував будинок, посадив фруктові сади та поля бавовнику. Окремі землі виділив старим воїнам, які раніше служили під його початком, а тепер вийшли у відставку. Мудро господарює і керує людьми. У строгості, навіть у страху, тримає сім'ю, особливо синів. Хоче, щоб Невар став не просто солдатом, а добрим командиром.
- Селета Бурвіль (англ. Selethe Burvelle), до шлюбу Роуд — мати Невара. Померла від чуми спеків.
- Росс Бурвілль – старший брат Невара, спадкоємець маєтку та іншого майна сім'ї. Помер від чуми спеків.
- Елісі — молодша сестра Невара. Померла від чуми спеків.
- Ярил — найменша сестра Невара. Після епідемії чуми єдина спадкоємиця маєтку.
- Ванзі — Молодший брат Невара, готується стати священником, як кожен третій син.
- Сеферт Бурвіль (англ. Sefert Burvelle) — дядько Невара. Перший син, який успадкував маєток у Старому Таресі і титул. Знаходиться у відмінних стосунках із братом і зовсім не заздрить його новому високому статусу. А ось його дружина Даралін недолюблює Невара і вважає, що коли інші займають таке саме становище, ставиться під сумнів її власне.
- Епіні (англ. Epiny) – ексцентрична дочка Сеферта. Поводиться як маленька дівчинка, плює на пристойності та відстоює право самостійно вибирати собі нареченого. Одружилася зі Спінком попри заборону сім'ї.

Жителі Геттісу
- Б'юел Хітч — розвідник, знаходиться під впливом магії спеків.
- Гарен — полковник, керує Геттісом.
- Таєр — лейтенант в Геттісі, майбутній чоловік Карсіни.
- Ебрукс — помічник Невара.
- Кесі — помічник Невара.
- Спінк — друг Невара з академії Кавали, чоловік Епіні.

Спеки
- Олікея — жінка-спек, має стосунки з Неваром, прагне стати його годувальницею.
- Кілікарра — батько Олікеї.
- Джоджолі — Великий спеків, володіє магією.

#### Інші дійові особи
- Девара (англ. Dewara) — Кідон. Це кочове плем'я, підкорене Гернією, відрізнялося жорстокою вдачею. Колись Девара був могутнім шаманом, але втратив чинність після того, як батько Невара всадив йому кулю в плече. Якийсь час був наставником Невара.
- Сержант Дюріл (Sergeant Duril) — наставник Невара в мистецтві верхової їзди, старий сержант. Раніше служив під командуванням отця Невара. Він носить вухо вбитого ворога в гаманці на поясі, але не як військовий трофей, а як нагадування (на що здатна людина, якщо втратить над собою контроль). Його сини також стали солдатами.
- Карсіна Гренолтер – симпатична та усміхнена дівчина, дочка лорда Гренолтера, посватана Невару. Пише листи з моторошними орфографічними та пунктуаційними помилками. Подруга Ярил.
- Емзіл — жителька містечка на королівському тракті. Лишилась сама з дітьми після смерті чоловіка, змушена заробляти проституцією.

## Реакція
У статті для «The Times» критикиня Аманда Крейг заявила, що трилогія «Син солдата» була наповнена правдоподібними персонажами, і оцінила серію як «таку фантастику, яку написав би Ентоні Троллоп, якби жив зараз». Крейг вважає, що в книзі є натяки на критику військової агресії в Іраку.
«The Guardian» вважає, що романи серії «розумні та глибокі», але критикує їх за відсутність «серця та іскри, що перевертає сторінку».
На «Curledup.com» відзначають цікавий світ і майстерно створені літературні образи, навіть у негативних персонажів, проте критикують затягнутість історії та те, що Робін Гобб зайве вдається у деталі. Автор статті рекомендує книгу лише тим, хто вже знайомий із творчістю Робін Гобб.
Письменник Джордж Р. Р. Мартін вважає, що «в сучасній багатій фантастичній літературі книги Робін Гобб схожі на справжні діаманти в морі циркону».